# Українська Нива
«Українська Нива» — ілюстрований тижневик, виходив (1926 — 1927) у Варшаві як орган українських емігрантів з Центральних і Східних Земель (7 разів на місяць); 1928 — 1937 у Луцьку як орган Волинського Українського об'єднання (ВУО) при допомозі польського воєводи Г. Юзефського.
«У. Н.» пропаґувала польсько-українську співпрацю; ред. П. Певний (до 1935). 1937 «У. Н.» замінило «Волинське Слово».
«Українська Нива» — ілюстрований релігійний квартальник, з 1958 місячник, згодом зб.річники, орган Українського Місійного і Біблійного Товариства в Канаді, виходив 1947 — 1966 в Саскатуні, ред. Я. Гомінюк.